# Juteové
Juteové (Jutové, Utové či Utahové) jsou příslušníci indiánského kmene, který původně obýval kulturní oblast Velké pánve. Jejich jazykem patřícím do juto-aztécké jazykové rodiny mluvilo v 19. století asi 4500 lidí. Po mnoho století žili samostatně v oblasti dnešního Utahu a Colorada na jihozápadě Spojených států, dokud jejich země nekolonizovali evropští osadníci. Je po nich pojmenován stát Utah.
Ze zemí předků v Coloradu a Utahu se historická loviště Juteů rozšířila do dnešního Wyomingu, Oklahomy, Arizony a Nového Mexika. Kmen měl také (mimo svou domovskou doménu) posvátná území, která byla sezónně navštěvována. Žilo tam 12 historických kmenů. Ačkoli se obvykle pohybovali v rodinných lovecko-sběračských skupinách, komunity se scházely k obřadům a obchodování. Mnoho skupin Juteů bylo kulturně ovlivněno sousedními indiánskými kmeny a Pueblany, s nimiž pravidelně obchodovali.
Po kontaktu s ranými evropskými kolonisty, jako byli Španělé, s nimi Juteové vytvořil obchodní vztahy. Krádeže a získání koní (někdy před rokem 1675) od Španělů dramaticky změnily jejich životní styl, ovlivnily mobilitu, lovecké praktiky a kmenovou organizaci. Z kdysi původně defenzivních válečníků se stali zdatní jezdci, kteří používali koně k nájezdům na jiné kmeny. Koně jim umožnily stát se kočovnými lovci bizonů (za kterými vyjížděli do coloradských prérií) a osvojit si způsoby života prérijních Indiánů. Prestiž v komunitě byla založena na jezdeckém umění mužů (testovaném při koňských závodech) a také na počtu koní, které muž vlastnil.
Když začali americký západ v polovině 19. století osídlovat evropští zlatokopové a jiní osadníci, byli Juteové stále více zabíjeni nebo vytlačováni ze zemí svých předků. Uzavřeli smlouvy s vládou Spojených států, aby si zachovali životy a část své půdy, ale nakonec byli přemístěni do vládou vytvořených rezervací. Mezi několik klíčových konfliktů na obranu kmenového území v tomto období patří Walkerova válka (1853), která souvisela s příchodem náboženské sekty Mormonů, Válka Černého jestřába (1865–1872), kdy domorodí Američané šli uzavřít smlouvu, ale byli pobiti americkými silami, a bitva na Milk Creek plus Meekerův masakr (1879), kdy se Juteové naposledy pokusili vzepřít bílým kolonizátorům a zabránit svému odsunu z Colorada.
V současnosti Juteové žijí především v Utahu a Coloradu ve třech kmenových rezervacích: Uintah-Ouray v severovýchodním Utahu (3500 členů); Southern Ute v Coloradu (1500 členů); a Ute Mountain, která primárně leží v Coloradu, ale sahá do Utahu a Nového Mexika (2000 členů). Většina žije v těchto rezervacích s omezenými zdroji (ve srovnání s jejich původními zeměmi), někteří však žijí mimo rezervaci.
V roce 1968 Juteové získali jako dodatečnou náhradu za území odstoupená v 19. stol. 31 miliónů dolarů, které použili na vylepšení stavu své rezervace a zaplacení státních dluhů. Zbytek rozdělili na rodinné podíly po několika tisících dolarech. Většina Juteů peníze brzy utratila za osobní auta.